# Seth (hudební skupina)
Seth je francouzská black metalová kapela založená roku 1995 ve městě Bordeaux hudebníky s pseudonymy Alsvid (bicí), Vicomte Vampyr Arkames (vokály) a Heimoth (kytara, klávesy). V roce 1996 vyšlo první demo Apocalyptic Desires. Debutové studiové album Les Blessures de l'âme vyšlo v roce 1998.

## Diskografie
Dema
- Apocalyptic Desires (1996)

Studiová alba
- Les Blessures de l'âme (1998)
- The Excellence (2000)
- Divine-X (2002)
- Era-Decay (2004)
- The Howling Spirit (2013)

EP
- By Fire, Power Shall Be... (1997)

Kompilační alba
- Nastivity (2003)

Split nahrávky
- War Vol. III (2000) – split CD s italskou kapelou Cultus Sanguine[1]

Box sety
- Collateral Damage - Complete War Series (2003) – box set obsahující 3 split CD War od firmy Season of Mist, dohromady zahrnuje 6 kapel (...and Oceans, Bloodthorn, Anata, Bethzaida, Cultus Sanguine a Seth)